# L'únic
L'únic (The one) és una pel·lícula d'acció i ciència-ficció protagonitzada per Jet Li, Carla Gugino i dirigida per James Wong. Aquesta pel·lícula està doblada al català.

## Argument
"No hi ha un univers, n'hi ha molts: un multiunivers, existeix la tecnologia per desplaçar-se de l'un a l'altre; però els viatges estan restringits i custodiats, no hi ha només un com tu, n'hi ha molts, cadascun existeix en aquest moment en universos paral·lels. Hi havia equilibri en el sistema, però ara, existeix una força capaç de trencar l'equilibri perquè pugui existir... L'únic."
Gabriel Yulaw (Jet Li) és un ex-policia del multiunivers que mata a un dels seus alter egos i s'adona que en matar-lo augmenta el seu poder, per la qual cosa comença a matar a la resta d'ells. Finalment només en queda un, Gabe Law (Jet Li), i en derrotar-lo podrà arribar a la seva meta final: ser l'humà més poderós del multiunivers.
Gabe Law treballa en el Departament de Xèrifs de Los Angeles i està casat amb Massie Walsh (Carla Gugino), Però salvar-se a si mateix és l'única alternativa que li deixa, no és tan fàcil com matar el seu àlter ego d'un altre món. Si Yulaw mor, el Bureau de Recerca Multiuniversal té estrictes ordres d'assegurar-se que Gabe, no es converteixi en "L'Únic".

## Repartiment
- Jet Li - Gabriel Yu-Law/ Lawless/ Gabriel "Gabe" Law
- Carla Gugino - Massie Walsh/ T K
- Delroy Lindo - Attendant/ Roedecker
- Jason Statham - Evan Funsch
- James Morrison - 'A' World Inmate No 1/ Aldrich
- Dylan Bruno - Iots

## Banda sonora
- Drowning Pool - "Bodies"
- Drowning Pool - "Sinner"
- Disturbed - "Down with the Sickness"
- Godsmack - "Awake"
- Jesse Dayton - "Train of Dreams"
- Tony Orlando and Dawn - "Knock Three Times"
- The Capris - "There's a Moon Out Tonight"
- Papa Roach - "Blood Brothers"
- Papa Roach - "Last Resort"